# 21721 Файнік
21721 Файнік (21721 Feiniqu) — астероїд головного поясу, відкритий 9 вересня 1999 року.
Тіссеранів параметр щодо Юпітера — 3,559.